# Santa Fe
『Santa Fe』（サンタフェ）は、1991年（平成3年）11月13日に朝日出版社から発売された宮沢りえのヌード写真集。撮影は篠山紀信。発売当時の宮沢は18歳であり、18歳になったから撮影を持ち掛けたと篠山はのちに語っているが、撮影時点では17歳であったとも報じられた。宮沢が当時人気絶頂だったこともあって155万部のベストセラーとなり（出版科学研究所調べ、2003年6月までの集計で165万部）、写真集の世界記録を達成した。これは日本における芸能人写真集の売上部数としても未だに破られていない（2003年6月までの集計で）。

## 概要
発売当時はヘアヌード（陰毛を修正せずに写しているヌード）が日本では黙認されはじめたばかりであり、発売1か月前に全国紙の『読売新聞』と『朝日新聞』にヌード写真の入った全面広告が掲載されたこともあって、発売前から話題を呼び、社会現象ともなった。その後多数の女性芸能人がヘアヌード写真集を出したが、『Santa Fe』は同じ篠山の撮影による、樋口可南子の『Water Fruit 不測の事態』に続くパイオニア的存在となり、「ヘアヌード解禁」への道筋を作った写真集であったと言える。但しヘアヌード初期の写真集であるので性毛が写ったカットはわずか2カットのみである。現在のヘアヌード写真集のように全身のショットであったり、性毛アップのようなものは一切無く、遠目のショットやシルエット程度である。
この写真集は芸術の町としても知られているアメリカ合衆国ニューメキシコ州の古都・州都サンタフェ市で撮影され、タイトルにはその市名を冠している。撮影時期は出版社によれば1991年5月であり、1973年（昭和48年）4月6日生まれの宮沢は当時18歳であったとされるが、宮沢が17歳10か月の時点で撮影されたという説から、撮影当時の年齢が論争の火種となったこともある（後述）。なお、篠山は宮沢以外にも少女ヌード写真集を手掛けており、明確に撮影当時のモデルが18歳未満であったと判る物が存在する為、後述する議論は『Santa Fe』に限定されたものではないということにも注意が必要である。
1992年には、この写真集の表紙に使われた扉がとしまえんに運ばれ、展示されたことがある。また2025年には、サンタフェ市内の家の扉として現在も使用されていることが、テレビ番組の取材で明らかになっている。
1999年（平成11年）には「NEW EDITION」として再編集された写真集が出版された。
宮沢がレギュラー出演していた2015年7月26日放送の『ヨルタモリ』に篠山がゲスト出演して、宮沢の上半身とバストが露わになった『Santa Fe』未収録の秘蔵写真3枚がテレビで初公開された。

## 撮影に至るまでの経緯
篠山は女優や女性タレントと会うと、「脱いでみます？」などと言うことがあった。これは「あなたが美しいので、是非撮らせてください」と言う意味の篠山流の社交辞令だった。ある日、篠山が宮沢の母と会ったとき、いつもの社交辞令のつもりで「りえちゃんも18歳になったんだからヌードでも撮ったらいいよな」と言うと、宮沢の母は、「連休明けかな。撮るんだったら」と答え、篠山は驚いた。当時、宮沢の仕事は全て母親が決めていたので、その話が宮沢本人抜きで進んでいき、写真集を出すことが決まった。篠山は、宮沢のような美しい処女、つまりは聖女を撮るのだから、聖地と呼べるような場所で写真を撮ろうと思った。そこで篠山が好きな女性画家のジョージア・オキーフ、そして世界的写真家のアルフレッド・スティーグリッツが作品を制作した創作の聖地、サンタフェで撮ることに決めた。初めてヌードになる宮沢を「神聖なカメラで」撮るため、篠山は新品のカメラを購入して撮影に臨んだ。

## 国会での児童ポルノ認定を巡る議論
2009年（平成21年）6月26日、衆議院法務委員会における児童ポルノ禁止法法案審議の席で、本写真集が「児童ポルノ」の定義に当てはまるのかどうかという議論が繰り広げられた。1999年（平成11年）から施行されている児童ポルノ禁止法ではその定義を、18歳に満たない者を被写体としたポルノであると定義しており、法改正では販売のみならず単純所持を禁じるという案が焦点の一つとなっていた。民主党の枝野幸男議員は、法案提出者である自由民主党の葉梨康弘議員に対し、宮沢りえが18歳のときに撮影されたか17歳のときに撮影されたかわからないとしつつ本写真集を取り上げ、いずれにせよ出版当時は適法であり、150万部ものベストセラーとなったこの写真集を児童ポルノとして扱うことになるのかと問いただした。これに対して葉梨議員は、同法により本写真集の単純所持が違法化されたとし、1年の猶予期間内に廃棄されなかった場合には本写真集の所持を処罰の対象にすべきであると受け取れる発言をし、新聞各紙やネット上で波紋を呼んだ。社会民主党の保坂展人議員も、自身のブログで、この写真集のような芸術作品や過去の出版物を安易に児童ポルノの定義に該当させることに対する懸念を述べており、児童ポルノ禁止法法案審議の場でも同様の発言を行っている。
このような反響に対して葉梨議員は自らのブログで発言し、自分は本写真集を見たことがなく判断のしようがなかったと弁解しつつ、自分が本写真集を廃棄すべきだと発言したという報道は誤解に基づくものであるとして反論し、報道を行った『東京新聞』や『日刊ゲンダイ』を名指しで批判している。また同ブログでは、児童ポルノに該当する書籍ならばどれだけ有名な女優のものであっても所持を禁じるべきであるという持論を述べつつも、葉梨議員が後から衆議院法制局から聞いた話として、判例に基づけば本写真集は児童ポルノに該当しない可能性が高いのではないかという趣旨の見解を示している。一方、この発言についてもミドルメディア系ニュースサイトのJ-CASTニュースは、葉梨議員の説明が曖昧であり、結局のところ『Santa Fe』が児童ポルノであるのかどうかははっきりしないという疑問を呈する形で報じている。
国会でこのやり取りが行われた後、インターネットオークションで同写真集の価格が急騰し、定価である4500円の3倍、14500円にまで高騰した値段で取引される事例もあったという。前述のように葉梨議員から批判を向けられている日刊ゲンダイはこのことを報じた記事において、国会でのやりとりが同写真集に注目を集める結果になったと報道し、それを引き合いに与党案の内容に疑問を投げかける識者の意見を掲載している。

## その他
- 電気グルーヴ - 『モノノケダンス』のPVにも表紙のドアと三角巾の女性のイラストが使われた。